# Coriosolitae

Bretagne rond 54 v.Chr., met het gebied van de Coriosolitae iets links van het midden

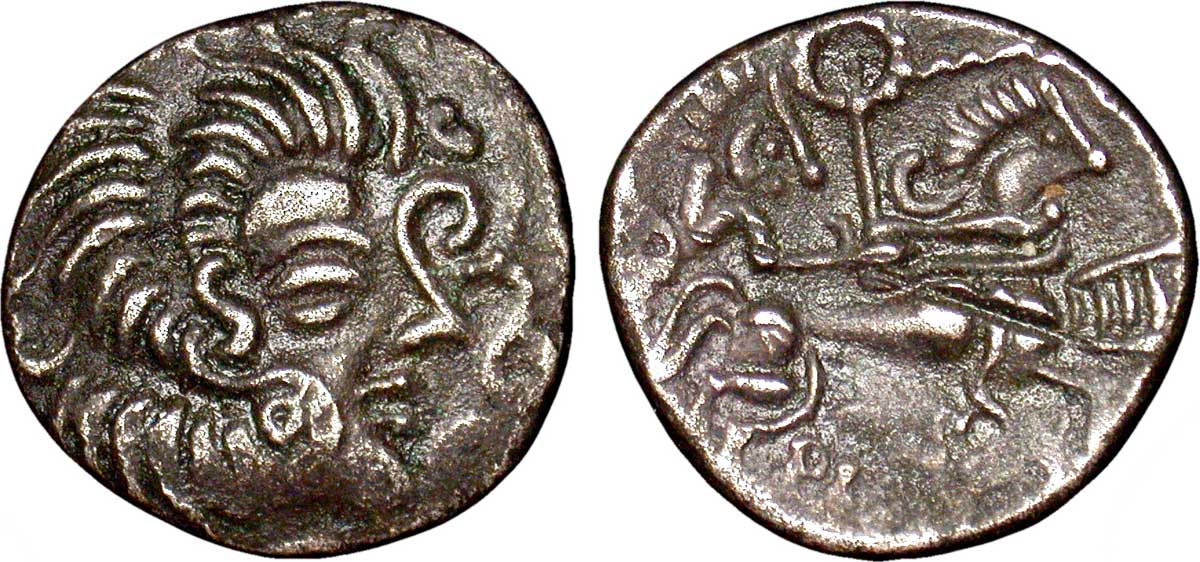
Stater van biljoen van de Coriosoliten, ca. 80-50 v.Chr.

De Coriosolitae of Coriosolieten waren een Gallische volksstam, die ten tijde van hun onderwerping in 57 v.Chr. door Julius Caesar woonden aan de Kanaalkust in het oostelijk deel van het huidige Franse département Côtes-d'Armor in het tegenwoordige Bretagne.
Ten westen van hun leefgebied woonden de Osismii, ten zuidwesten over de rivier de Oust de Veneti, ten zuidoosten over de Vilaine de Namnetes en ten oosten de Redones. Hun hoofdplaats hadden de Coriosolitae in Fanum Martis (Corseul), later werd hun belangrijkste vestigingsplaats Aletum (Aleth) bij Saint-Servan sur Mer.
De naam Coriosolitae is onder andere samengesteld uit het Gallische woord "Corio", dat "leger" betekent; zij leenden hun naam aan de huidige plaats Corseul.
In de periode vóór de verovering door Julius Caesar sloegen de Coriosolitae munten in Keltische stijl met een gezicht met opvallende haardracht aan de voorzijde en een ruiter of alleen een paard aan de keerzijde.